# Anacropora
Genre
Anacropora est un genre de coraux durs.

## Liste des espèces
| Selon World Register of Marine Species (3 avril 2014) : - Anacropora forbesi Ridley, 1884 - Anacropora matthai Pillai, 1973 - Anacropora pillai Veron, 2000 - Anacropora puertogalerae Nemenzo, 1964 - Anacropora reticulata Veron & Wallace, 1984 - Anacropora spinosa Rehberg, 1892 - Anacropora spumosa Veron, Turak & DeVantier, 2000 | Selon ITIS (20 février 2014) : - Anacropora forbesi Ridley, 1884 - Anacropora matthai Pillai, 1973 - Anacropora puertogalerae Nemenzo, 1964 - Anacropora reticulata Veron & Wallace, 1984 - Anacropora spinosa Rehberg, 1892 |